# Меджик Джонсон
Ірвін Еффей «Меджік» Джонсон молодший (англ. Earvin Effay "Magic" Johnson, Jr.; 14 серпня 1959, Лансинг, Мічиган) — американський професійний баскетболіст, олімпійський чемпіон. Протягом усієї кар'єри виступав за клуб «Лос-Анджелес Лейкерс» (1979 — 91, 1996) на позиції розігруючого захисника. 5-разовий чемпіон НБА (1980, 1982, 1985, 1987, 1988), 3-разовий MVP сезону (1987, 1989, 1990), 12-разовий учасник матчу всіх зірок, 10 разів входив до символічних збірних за підсумками сезону (1983 — 91 — перший склад, 1982 — другий склад). Двічі визнавався найціннішим гравцем матчу всіх зірок НБА в 1990 і 1992 роках. Олімпійський чемпіон 1992 року.
1996 року Джонсон потрапив до списку 50 найвидатніших гравців в історії НБА, а 2002 року увійшов до баскетбольного залу слави. 2007 року був обраний найкращим розігруючим захисником в історії НБА за версією ESPN. Його дружба та суперництво з лідером «Бостон Селтікс» Ларрі Бердом увійшли в історію як одне з найяскравіших протистоянь за весь час існування НБА. Після закінчення кар'єри Джонсон виступав як борець зі СНІДом та ВІЛ, займався підприємництвом, благодійністю, працював диктором та мотиваційним оператором.

## Любительська кар'єра

### Ранні роки
Ірвін Джонсон-молодший народився в родині Ірвіна та Крістін Джонсонів, робочого General Motors та шкільного завгоспа відповідно. Джонсон провів своє дитинство в Лансингу, де і полюбив баскетбол всім серцем. Весь свій час він проводив на майданчику, наслідуючи своїх улюблених гравців, Ерла Монро та Маркіса Хейнса.
Вперше прізвисько «Меджик» було згадано після матчу за місцеву школу Еверетт, в якому Джонсону вдалося зробити трипл-дабл: він записав на свій рахунок 36 очок, 18 підбирань і 16 передач. Після цієї гри Фред Стебла, спортивний репортер місцевого журналу, придумав йому таке прізвисько. Водночас мати Ірвіна, переконана християнка, вважала це прізвисько неналежним та блюзнірським. Сам Джонсон через багато років так говорив про це: «Меджик — це я на баскетбольному майданчику. А Ірвін — це той, ким я є насправді». Навчаючись в останньому класі школи, Джонсон набирав 28,8 очок і робив 16,8 підбирань в середньому за матч, а його команда з 28 ігор сезону виграла 27. У підсумку в напруженому фінальному матчі Ірвін допоміг своїй команді вирвати перемогу та стати чемпіонами штату.

### Університет штату Мічиган
Хоча Джонсону пропонували вступити до різних престижних навчальних закладів, таких, як Індіанський університет та Каліфорнійський університет, юнак вирішив грати та вчитися ближче до доми. У підсумку з двох варіантів Джонсон вибрав університет штату Мічиган, особливо після того, як головний тренер місцевої студентської команди Джуд Хескот сказав йому, що той може грати на позиції розігруючого захисника. Крім того, молодому спортсмену сподобалася і програма, розроблена тренерським штабом.
Джонсон дуже серйозно ставився до навчання: він відвідував лекції з телевізійних комунікацій та хотів стати телекоментатором. Але в підсумку спортивна складова взяла гору. У той час «Спартанс» були талановитою командою, де, крім Джонсона, виступали майбутні гравці НБА: Грег Келсер, Джей Вінсент та Майк Брковіч. У своєму дебютному сезоні за «Спартанс» Джонсон набирав 17,0 очок, робив 7,9 підбирань і 7,4 передач в середньому за матч. Той сезон команда закінчила з показником перемог-поразок 25-5, посіла перше місце в конференції Біг Тен і отримала право брати участь в чемпіонаті NCAA. На турнірі NCAA «Спартанс» дісталися до вісімки найкращих команд, але потім поступилися майбутнім чемпіонам з університету Кентуккі.
Наступного сезону 1978 — 1979 років команда Джонсона знову отримала право брати участь в чемпіонаті NCAA. У підсумку «Спартанс» дісталися до фіналу, де їм протистояла команда університету штату Індіана, лідером якої був Ларрі Берд. Ця гра зібрала найчисленнішу аудиторію в історії студентського баскетболу. Мічиган переміг Індіану 75 — 64, а Джонсон був визнаний найвидатнішим гравцем баскетбольного турніру NCAA. За час навчання в університеті гравець набирав 17,1 очок, робив 7,6 підбирань і 7,9 передач в середньому за гру. У підсумку після двох років, проведених в коледжі, Джонсон вирішив виставити свою кандидатуру на драфт НБА 1979.

## Професійна кар'єра

### Дебютний сезон в НБА (1979 — 1980)

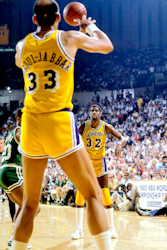
Джонсон віддає пас Абдул-Джаббару

На драфті 1979 року Джонсон був обраний під першим номером командою «Лос-Анджелес Лейкерс». Гравець висловив своє захоплення тим, що йому випав шанс виступати в одній команді разом з легендарним центровим Карімом Абдул-Джаббаром, котрий згодом став найрезультативнішим гравцем в історії НБА. 
Попри домінування центрового в лізі, йому ніяк не вдавалося виграти чемпіонство з «Лейкерс». Але тепер з приходом Джонсона багато чого змінилося. У своєму першому сезоні новачок набирав 18,0 очок, робив 7,7 підбирань і 7,3 передач в середньому за гру, був обраний до збірної новачків НБА, а також до стартової п'ятірки матчу всіх зірок від Західної конференції.
«Лейкерс» закінчили сезон з показниками 60 — 22 і потім дістались фіналу НБА 1980, в якому зустрілися з «Філадельфією», лідером якої був Джуліус Ірвінг. «Лейкерс» повели в серії 3 — 2, але у п'ятій грі Абдул-Джаббар, що набирав по 33 очка в середньому за матч в тій серії, отримав травму і не зміг грати в шостій зустрічі. Тренер «Лос-Анджелеса» Пол Уестхед вирішив поставити на місце центрового Джонсона, і той видав чудовий матч. Його 42 очка, 15 підбирань, 7 передач і 3 перехоплення допомогли команді здобути перемогу 123 — 107, а сам Джонсон під час зустрічі грав на позиціях і центрового, і форварда, і захисника. Джонсон став першим та єдиним новачком в історії НБА, який удостоївся нагороди MVP фіналу НБА, а його чудова гра в тій зустрічі досі вважається одним із найяскравіших виступів в історії асоціації. Також він став одним з чотирьох гравців в історії, які вигравали чемпіонство NCAA в попередньому сезоні і чемпіонство НБА в наступному.

### Злети та падіння (1980 — 1983)
На початку сезону 1980/81 років Джонсон отримав травму — розрив хряща лівого коліна — внаслідок якої йому довелося пропустити 45 ігор. Спортсмен повернувся незадовго до старту плей-офф. Пізніше тодішній асистент, а в майбутньому головний тренер «Лейкерс», Пет Райлі сказав, що занадто швидке повернення Джонсона зробило команду вразливою. У першому раунді плей-офф «Лейкерс» зустрілися з «Г'юстон Рокетс», які завершили сезон з негативним балансом перемог-поразок 40-42. Проте, команда Джонсона поступилася в цій серії 2-1, а сам гравець наприкінцівці третьої зустрічі не забив вирішальний кидок.
Влітку 1981 Джонсон підписав 25-річний контракт з «Лейкерс» на суму 25 млн $. Ця угода була рекордною в історії професійного спорту на той момент. Перед початком сезону 1981/82 років між Джонсоном та Уестхедом розгорілась запекла суперечка, в якій Меджік назвав гру своєї команди «занадто повільною та такою що легко читається». Після цього гравець захотів перейти до іншої команди. У відповідь на це власник «Лейкерс» Джеррі Басс звільнив Уестхеда та призначив на його місце Райлі. Хоча Джонсон заперечував свою причетність до відставки Уестхеда, навіть власні вболівальники розкритикували та обсвистали його. Попри проблеми поза майданчиком, Меджик набирав 18,6 очок, робив 9,6 підбирань і 9,5 передач в середньому за гру. Крім того, він лідирував у НБА за кількістю перехоплень (2,7 в середньому за гру). За підсумками сезону він потрапив до другої команди збірної всіх зірок. Він став третім гравцем в історії НБА після Вілта Чемберлена та Оскара Робертсона, який набирав не менше 700 очок, 700 підбирань і 700 передач впродовж одного сезону. В плей-офф НБА 1982 року «Лейкерс» дісталися до фіналу, де вже вдруге за останні три роки зустрілися з «Філадельфією». Лейкерс виграли серію 4 — 2, а Джонсон зробив тріпл-дабл в шостій зустрічі та завоював приз найціннішому гравцеві фіналу НБА вдруге. Під час цієї фінальної серії Меджік набирав 16,2 очка, робив 10,8 підбирань, 8,0 передач і 2,5 перехоплення в середньому за гру. Пізніше Джонсон зазначив, що його третій сезон в команді став відправною точкою в становленні «Лейкерс» як династії, і що саме в тому сезоні він повністю довірився тренерському генію Райлі.
За підсумками сезону 1982/1983 років, в якому Джонсон набирав 16,8 очок, 10,5 передач і 8,6 підбирань в середньому за гру, спортсмен вперше потрапив до першої команди збірної всіх зірок НБА. В плей-офф «Лейкерс» знову дісталися до фіналу, де їм знову протистояли «76-і», у яких нарівні з Ірвінгом сяяв центровий Мозес Мелоун. Через велику кількість травмованих (у лазареті перебували Норм Ніксон, Джеймс Ворті і Боб Макаді) команда Джонсона поступилася у фінальній серії, і нагороду MVP фіналу НБА отримав Мелоун. У тій програній серії Меджик набирав 19,0 очок, робив 12,5 передач і 7,8 підбирань в середньому за гру при 40,3 % влучень з гри.

### Протистояння з «Бостон Селтікс» (1983 — 1987)
У своєму п'ятому сезоні в НБА Джонсон набирав 17,6 очок, робив 13,1 передачі і 7,3 підборів у середньому за гру. «Лейкерс» утретє поспіль потрапили до фіналу, де Меджик вперше в Плей-офф зустрівся з командою Ларрі Берда «Бостон Селтікс». «Лос-Анджелес» виграв першу зустріч і вів з перевагою в 2 очки за 18 секунд до фінальної сирени у другій, але за кілька секунд до закінчення матчу Джеральд Хендерсон зрівняв рахунок. У підсумку «Лейкерс» поступилися в овертаймі 124 — 121. У третій грі Джонсон віддав 21 результативну передачу та допоміг своїй команді перемогти 137 — 104. Але в четвертій грі кілька грубих помилок лідера «Лейкерс» привели його команду до поразки. Так, в останні хвилини матчу центровий «Селтікс» Роберт Періш відібрав м'яч у Джонсона. Крім того, Меджік не забив 2 штрафних кидки у самій кінцівці, які могли принести його команді перемогу. У вирішальній сьомій грі за хвилину до закінчення зустрічі «Лейкерс» поступалися трьома очками. І в цей момент Меджик втратив м'яч, чим скористався захисник Денніс Джонсон що грав проти нього, який підхопив м'яч. У підсумку «Бостон» виграв цю серію 4 — 3 і завоював чемпіонство. Друзі Меджика Джонсона, Айзея Томас та Марк Агірре, всіляко втішали гравця, пробалакавши з ним до ранку в його номері в бостонському готелі серед тріумфуючих фанатів «Селтікс». У фінальній серії Джонсон набирав 18,0 очок, робив 13,6 передач, 7,7 підбирань в середньому за гру. пізніше Джонсон говорив, що «це було те чемпіонство, яке ми повинні були виграти, але не змогли».
У сезоні 1984/85 років Джонсон набирав 18,3 очка, робив 12,6 передач і 6,2 підборів у середньому за гру і довів «Лейкерс» до фіналу, де їм знову протистояли «Селтікс». У першій грі фіналу «Бостон» розгромив суперника та встановив рекорд фіналів НБА, набравши 148 очок і вигравши з перевагою в 34 очки. У цій фінальній серії у всій красі показав себе Абдул-Джаббар, якому на той момент виповнилося вже 38 років. Так, у другій грі він набрав 30 очок і зробив 17 підбирань, а 36 набраних ним очок в п'ятій зустрічі допомогли «Лейкерс» здобути перемогу та повести в серії 3 — 2. У підсумку «Лос-Анджелес» переміг у шести матчах, а Абдул-Джаббар разом з Джонсоном, який набирав в Плей-офф 18,3 очка, 14,0 передач і 6,8 підбирань у середньому за гру, заявили, що ця фінальна серія стала найяскравішим виступом у їх кар'єрах.
Наступний сезон Джонсон провів на високому рівні: він набирав 18,8 очок, робив 12,6 передач і 5, 9 підбирань в середньому за гру. «Лейкерс» у черговий раз дісталися до фіналу західної конференції, але поступилися в ньому «Г'юстон Рокетс» в п'яти матчах. У сезоні 1986/87 років Меджік встановив особистий рекорд результативності (23,9 очка в середньому за гру), додавши до цього 12,2 передачі та роблячи 6,3 підбирання в середньому за матч. Після закінчення сезону гравцеві вперше вручили приз найціннішого гравця НБА. У плей-офф «Лейкерс» дійшли до фіналу, де їм знову протистояв «Бостон». Джонсон, зокрема, практично поодинці витягнув четвертий матч серії, закинувши вирішальний «гак» через «великих» суперників — Періша та Макхейла. «Лейкерс» виграли ту серію 4 — 2, а Меджик був удостоєний нагороди MVP фіналу НБА вже втретє. У тій серії Джонсон набирав 26,2 очок, робив 13,0 передач, 8,0 підбирань і 2,33 перехоплення в середньому за гру.

### Захист титулу та невеликий спад (1987 — 1991)
Перед початком сезону 1987/88 років тренер "Лейкерс" Пет Райлі публічно заявив, що команда повинна захистити завойований сезоном раніше титул. Подібного не траплялося з часів «Селтікс» кінця 1960-х років. Джонсон провів черговий продуктивний сезон з результатами 19,6 очок, 11,9 передач і 6,2 підборів у середньому за гру. В плей-офф НБА 1988  року «Лейкерс» у важкенних матчах прорвалися до фіналу НБА, перемігши з однаковим рахунком 4 — 3 «Юту Джаз» та «Даллас Маверікс». У фіналі «Лейкерс» протистояла команда «Детройт Пістонс», яку називали «поганими хлопцями» за їх жорсткий та силовий стиль гри. Джонсон і Айзея Томас привітали один одного, поцілувавшись в щоку. Пізніше вони назвали це проявом братської любові. Після нічиєї в перших шести матчах серії в сьомій вирішальній грі відзначився Джеймс Уорти, який зробив перший в кар'єрі трипл-дабл, набравши 36 очок, зробивши 16 підбирань і 10 передач. «Лейкерс» у підсумку перемогли 108 — 105 і відстояли свій чемпіонський титул, а Уорті отримав нагороду найціннішого гравця фіналу НБА. Джонсон, хоча і не отримав нагороду MVP, провів дуже сильну серію, набираючи 21,1 очка, роблячи 13,0 передач і 5,7 підбирань в середньому за гру при 55 % влучень з гри.
У сезоні  1988/89 років Джонсон завоював свою другу нагороду MVP, з результатами 22,5 очки, 12,8 передач і 7,9 підбирань в середньому за гру. В плей-офф 1989 «Лейкерс» дісталися до фіналу, де їм знову протистояли «Пістонс». Однак, після того як Джонсон у другій грі серії отримав травму, «Лейкерс» вже нічого не змогли протиставити «Детройту» та поступилися 4 — 0.
Перед початком сезону 1989/90 років Карім Абдул-Джаббар оголосив про закінчення своєї професійної кар'єри. Але й без свого суперзіркового партнера Джонсон провів дуже сильний сезон. Меджік завоював третю нагороду найціннішого гравця НБА, набираючи 22,3 очка, роблячи 11,5 передач і 6,6 підбирань в середньому за гру. Однак «Лейкерс» дісталися лише до півфіналу конференції, поступившись «Фініксу». Це стало найбільш раннім вильотом «Лейкерс» з плей-офф за останні дев'ять років. Сезон 1990/91 років Джонсон провів на звичному для себе найвищому рівні, набираючи 19,4 очка, роблячи 12,5 передач і 7,0 підбирань в середньому за гру, а його «Лейкерс» дісталися до фіналу. У фіналі їм протистояла команда «Чикаго Буллз» і їх лідер Майкл Джордан, якого багато хто оцінював як найкращого гравця свого покоління. Хоча цю серію розглядали як протистояння Джонсона та Джордана, ключову роль в фінальних матчах зіграв форвард «Буллз» Скотті Піппен. Його ефективна гра в захисті проти Джонсона, а також майстерність Джордана привели «Чикаго» до перемоги 4 — 1. У своїй останній, як потім виявилося, фінальній серії Джонсон набирав 18,6 очок, робив 12,4 передач і 8,0 підбирань в середньому за гру.

### Олімпійські ігри і особиста трагедія (1991 — 1992)
Медичне обстеження перед початком сезону 1991/92 років показало, що Джонсон інфікований ВІЛ. 7 листопада 1991 на спеціальній прес-конференції Меджік Джонсон оголосив про те, що залишає професійний спорт. Також він заявив, що його дружина Кукі і їх ще не народжена дитина не заражені вірусом, і що своє подальше життя він присвятить «боротьбі з цим смертельним захворюванням». Спочатку Джонсон говорив, що не знає, яким чином заразився, але потім визнав, що у нього були численні сексуальні зв'язку з різними партнерами протягом всієї кар'єри. У той час лише малий відсоток заражених ВІЛ людей отримували його від гетеросексуального сексу, а отже стали говорити, що Джонсон був геєм або бісексуалом, хоча сам гравець та заперечував це. Повідомлення про виявлення у Джонсона ВІЛ стало найбільш обговорюваною новиною в Сполучених Штатах. 2004 року ESPN поставила цю подію на 7-е місце серед найбільш пам'ятних моментів останніх 25 років. Багато ЗМІ називали вчинок Джонсона не інакше як героїчним, а колишній президент США Джордж Буш старший сказав: «Про мене так Меджик герой, герой для всіх, хто любить спорт».
Шаблон:Медалі

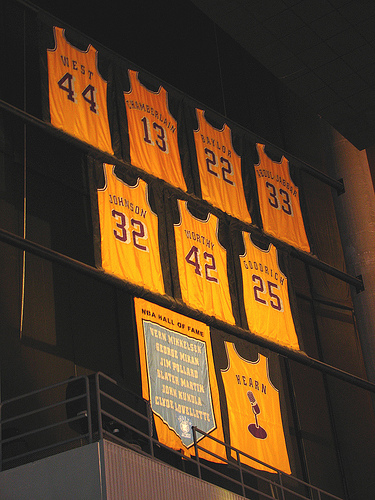
Ігрова майка з номером 32 навічно закріплена за Джонсоном (1992)

 Але, попри оголошення про закінчення своєї кар'єри, Джонсон був обраний фанатами до стартової п'ятірки на матч всіх зірок НБА, що проводився в Орландо на Орландо-арені. Деякі гравці, такі, як Байрон Скотт і Ей Сі Грін, висловлювалися проти його участі в цьому матчі. Інші, включаючи форварда «Юти» Карла Мелоуна, побоювалися можливого зараження, якби Джонсон раптом отримав відкриту рану на майданчику. Проте, Меджик вийшов та зіграв чудово: його 25 очок, 9 передач і 5 підбирань принесли йому звання найціннішого гравця, а його команді — перемогу 153 — 113. Через тиждень після цього матчу, 16 лютого 1992 ігрова майка з номером 32 була навічно закріплена за Джонсоном спочатку під склепіннями «Форуму», а потім також і «Стейплс-центру»..
Влітку 1992 року Джонсон отримав виклик до складу збірної США для участі на Олімпійських іграх. Ця збірна отримала згодом прізвисько «Команда мрії», оскільки зібрала під свої прапори всіх головних зірок НБА. На переможному для його команди турнірі Джонсон грав нечасто через травму коліна, але кожен раз, з'являючись на паркеті, отримував гучні овації від уболівальників. Всього на тому турнірі Меджік набирав 8,0 очок, робив 5,5 передач і 2,3 підбори в середньому за гру. У фіналі проти збірної Хорватії, що закінчилася перемогою збірної США 117 — 85, Джонсон набрав 11 очок, зробив 6 передач, 3 підбирання та 1 перехоплення.

### Життя після Олімпіади
Перед початком сезону 1992/93 років Джонсон оголосив про намір відновити свою ігрову кар'єру та повернутися в НБА. Але після декількох передсезонних ігор йому довелося відмовитися від цього: занадто багато діючих гравців були проти його повернення на паркет. Під час вимушеного простою Джонсон написав книгу про безпечний секс, займався бізнесом, працював коментатором на NBC, а також здійснив турне по Азії та Австралії разом з командою, складеною з колишніх гравців команд НБА і студентських команд.
Незадовго до закінчення сезону 1993/94 років Джонсон повернувся до НБА як тренер «Лейкерс», змінивши Ренді Пфанда. Після програшу в шести з одинадцяти перших матчів як наставник команди Джонсон вирішив піти у відставку. В червні 1994 року він придбав 5 % акцій клубу. У сезоні 1995/96 років Меджік здійснив ще одну спробу повернутися у великий спорт. Граючи на позиції  важкого форварда, він набирав в 32 останніх іграх сезону 14,6 очка, 6,9 передач і 5,7 підбирань в середньому за матч. Але після поразки в першому раунді плей-офф Меджик остаточно розпрощався з кар'єрою гравця.

## Статистика в НБА

### Регулярний сезон
| Сезон    | Команда              | GP  | GS  | MPG  | FG%  | 3P%  | FT%  | RPG | APG  | SPG | BPG | PPG  |
| -------- | -------------------- | --- | --- | ---- | ---- | ---- | ---- | --- | ---- | --- | --- | ---- |
| 1979-80† | Лос-Анджелес Лейкерс | 77  | 72  | 36.3 | .530 | .226 | .810 | 7.7 | 7.3  | 2.4 | 0.5 | 18.0 |
| 1980-81  | Лос-Анджелес Лейкерс | 37  | 35  | 37.1 | .532 | .176 | .760 | 8.6 | 8.6  | 3.4 | 0.7 | 21.6 |
| 1981-82† | Лос-Анджелес Лейкерс | 78  | 77  | 38.3 | .537 | .207 | .760 | 9.6 | 9.5  | 2.7 | 0.4 | 18.6 |
| 1982-83  | Лос-Анджелес Лейкерс | 79  | 79  | 36.8 | .548 | .000 | .800 | 8.6 | 10.5 | 2.2 | 0.6 | 16.8 |
| 1983-84  | Лос-Анджелес Лейкерс | 67  | 66  | 38.3 | .565 | .207 | .810 | 7.3 | 13.1 | 2.2 | 0.7 | 17.6 |
| 1984-85† | Лос-Анджелес Лейкерс | 77  | 77  | 36.1 | .561 | .189 | .843 | 6.2 | 12.6 | 1.5 | 0.3 | 18.3 |
| 1985-86  | Лос-Анджелес Лейкерс | 72  | 70  | 35.8 | .526 | .233 | .871 | 5.9 | 12.6 | 1.6 | 0.2 | 18.8 |
| 1986-87† | Лос-Анджелес Лейкерс | 80  | 80  | 36.3 | .522 | .205 | .848 | 6.3 | 12.2 | 1.7 | 0.4 | 23.9 |
| 1987-88† | Лос-Анджелес Лейкерс | 72  | 70  | 36.6 | .492 | .196 | .853 | 6.2 | 11.9 | 1.6 | 0.2 | 19.6 |
| 1988-89  | Лос-Анджелес Лейкерс | 77  | 77  | 37.5 | .509 | .314 | .911 | 7.9 | 12.8 | 1.8 | 0.3 | 22.5 |
| 1989-90  | Лос-Анджелес Лейкерс | 79  | 79  | 37.2 | .480 | .384 | .890 | 6.6 | 11.5 | 1.7 | 0.4 | 22.3 |
| 1990-91  | Лос-Анджелес Лейкерс | 79  | 79  | 37.1 | .477 | .320 | .906 | 7.0 | 12.5 | 1.3 | 0.2 | 19.4 |
| 1995-96} | Лос-Анджелес Лейкерс | 32  | 9   | 29.9 | .466 | .379 | .856 | 5.7 | 6.9  | 0.8 | 0.4 | 14.6 |
| Career   | Career               | 906 | 870 | 36.7 | .520 | .303 | .848 | 7.2 | 11.2 | 1.9 | 0.4 | 19.5 |

### Плей-офф
| Сезон  | Команда              | GP  | GS  | MPG  | FG%  | 3P%  | FT%  | RPG  | APG  | SPG | BPG | PPG  |
| ------ | -------------------- | --- | --- | ---- | ---- | ---- | ---- | ---- | ---- | --- | --- | ---- |
| 1980†  | Лос-Анджелес Лейкерс | 16  | 16  | 41.1 | .518 | .250 | .802 | 10.5 | 9.4  | 3.1 | 0.4 | 18.3 |
| 1981   | Лос-Анджелес Лейкерс | 3   | 3   | 42.3 | .388 | .000 | .650 | 13.7 | 7.0  | 2.7 | 1.0 | 17.0 |
| 1982†  | Лос-Анджелес Лейкерс | 14  | 14  | 40.1 | .529 | .000 | .828 | 11.3 | 9.3  | 2.9 | 0.2 | 17.4 |
| 1983   | Лос-Анджелес Лейкерс | 15  | 15  | 42.9 | .485 | .000 | .840 | 8.5  | 12.8 | 2.3 | 0.8 | 17.9 |
| 1984   | Лос-Анджелес Лейкерс | 21  | 21  | 39.9 | .551 | .000 | .800 | 6.6  | 13.5 | 2.0 | 1.0 | 18.2 |
| 1985†  | Лос-Анджелес Лейкерс | 19  | 19  | 36.2 | .513 | .143 | .847 | 7.1  | 15.2 | 1.7 | 0.2 | 17.5 |
| 1986   | Лос-Анджелес Лейкерс | 14  | 14  | 38.6 | .537 | .000 | .766 | 7.1  | 15.1 | 1.9 | 0.1 | 21.6 |
| 1987†  | Лос-Анджелес Лейкерс | 18  | 18  | 37.0 | .539 | .200 | .831 | 7.7  | 12.2 | 1.7 | 0.4 | 21.8 |
| 1988†  | Лос-Анджелес Лейкерс | 24  | 24  | 40.2 | .514 | .500 | .852 | 5.4  | 12.6 | 1.4 | 0.2 | 19.9 |
| 1989   | Лос-Анджелес Лейкерс | 14  | 14  | 37.0 | .489 | .286 | .907 | 5.9  | 11.8 | 1.9 | 0.2 | 18.4 |
| 1990   | Лос-Анджелес Лейкерс | 9   | 9   | 41.8 | .490 | .200 | .886 | 6.3  | 12.8 | 1.2 | 0.1 | 25.2 |
| 1991   | Лос-Анджелес Лейкерс | 19  | 19  | 43.3 | .440 | .296 | .882 | 8.1  | 12.6 | 1.2 | 0.0 | 21.8 |
| 1996   | Лос-Анджелес Лейкерс | 4   | 0   | 33.8 | .385 | .333 | .848 | 8.5  | 6.5  | 0.0 | 0.0 | 15.3 |
| Career | Career               | 190 | 186 | 39.7 | .506 | .241 | .838 | 7.7  | 12.3 | 1.9 | 0.3 | 19.5 |

### Виступи на Олімпіадах
| Олімпіада      | Дисципліна | Місце |
| -------------- | ---------- | ----- |
| Барселона 1992 | баскетбол  | 1     |

## За межами майданчика

### Особисте життя

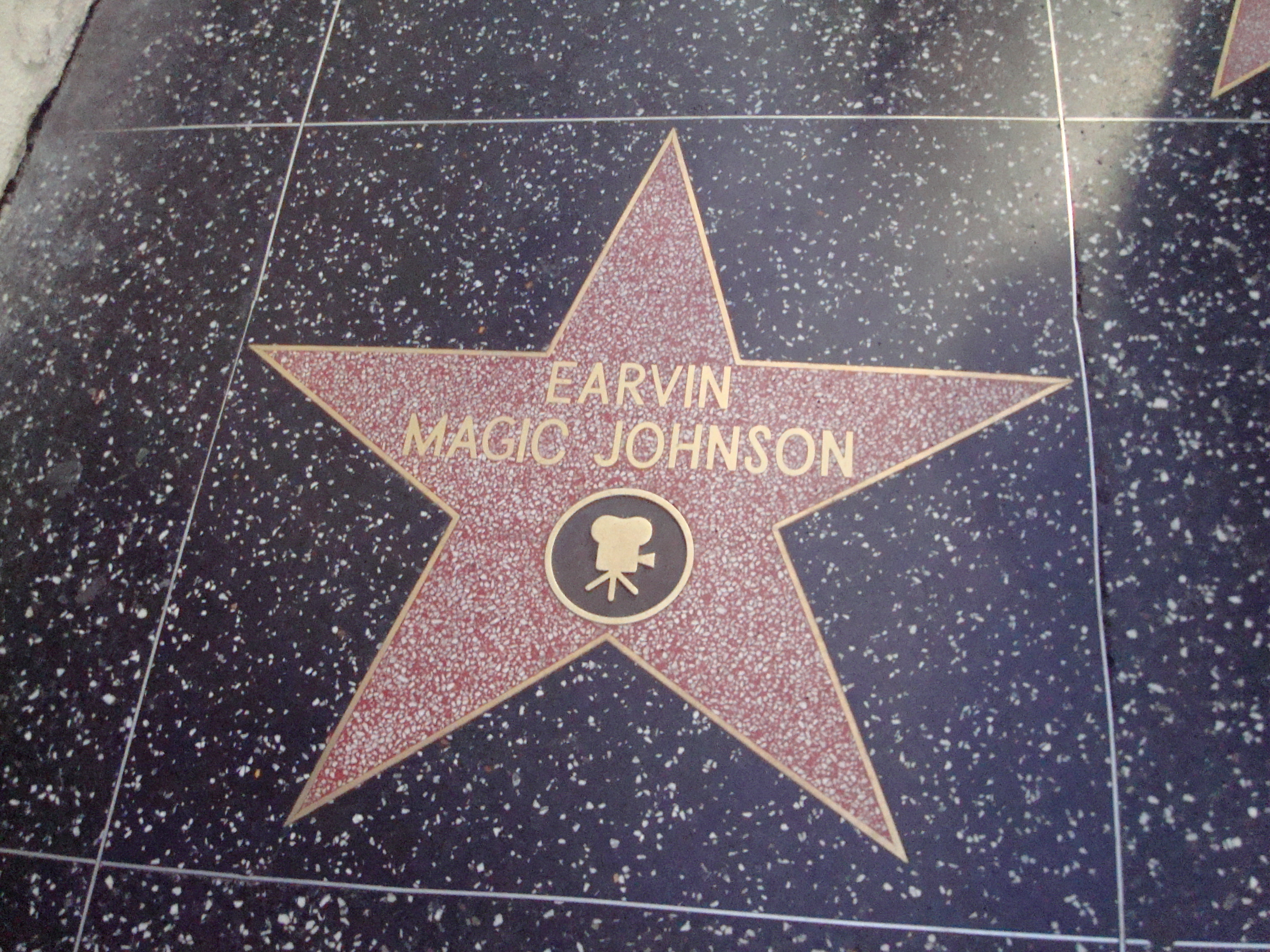
Зірка Джонсону на «Алеї слави»

1981 року Джонсон вперше став батьком. Його подруга Меліса Мітчелл народила сина, якого назвали Андре. Хоча син жив з своєю матір'ю, він кожне літо проводив з батьком. В жовтні 2005 року він отримав посаду директора з маркетингу в компанії свого батька «Меджик Джонсон Ентерпрайзис». 1991 року Меджик одружився з Ерлітою «Кукі» Келлі. На весілля до Лансингу запросили близьких друзів Джонсона — Томаса, Агірре та Херб Вільямс Херба Вільямса. У пари є двоє дітей: син Ірвін III і дочка Еліза.

### Медіафігура та бізнес-інтереси
1998 року Джонсон створив нічне ток-шоу «Магічний час», яке було показане телекомпанією Фокс. але після двох місяців показу через низькі рейтингі шоу прибрали з ефіру. Крім того, Меджик заснував компанію «Меджик Джонсон Ентерпрайзис», яка оцінюється зараз в 700 млн $. До її складу входять рекламна компанія «Меджик Джонсон Продакшн», мережа кінотеатрів «Театри Меджика Джонсона» та кіностудія «Меджик Джонсон Ентертейнмент». Джонсон сім років пропрацював коментатором матчів НБА на каналі TNT, після чого 2008 року перебрався на ESPN на посаду баскетбольного аналітика. 1994 року Меджік став міноритарним власником «Лейкерс», для чого йому довелося заплатити порядка 10 млн $. Також він отримав посаду віце-президента команди. У жовтні 2010 року Джонсон продав свою частку в «Лейкерс». 2006 року Джонсон уклав контракт з Sodexo, який отримав назву Содексім-Меджик.

### Політика
Джонсон підтримує Демократичну партію. Так, 2006 року він публічно підтримував Філа Анжелідеса на пост губернатора Каліфорнії, а в 2007-му — Гілларі Клінтон на пост президента США. 2010 року колишній спортсмен активно брав участь в просуванні Барбари Боксер на виборах у сенат штату Каліфорнія.

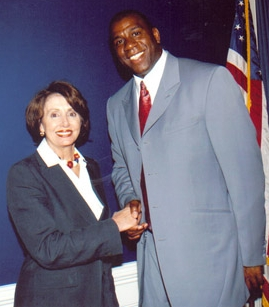
Зустріч Джонсона з Ненсі Пелосі з приводу федеральної допомоги хворим наСНІД (2003)

### Боротьба з ВІЛ
У листопаді 1991 року Джонсон створив «Фонд Меджика Джонсона», метою якого була боротьба з вірусом. Пізніше фонд став займатися різними благодійними програмами.1992 року гравець увійшов до національної комісії з боротьби зі СНІДом, але через вісім місяців вийшов з її складу, заявивши, що комісія не робить всього можливого для боротьби із захворюванням. 1999 року Джонсон виступив із промовою на конференції всесвітнього дня боротьби зі СНІДом, що проводиться під егідою ООН. Пізніше він був призначений послом миру ООН.
Завжди вважали, що проблема зараження ВІЛ властива лише наркоманам та гомосексуалам. Але Джонсон, проводячи спеціальні заходи, прагнув показати, що ризик можливого зараження не обмежений лише цими групами людей. Меджик говорив, що його мета — «пояснити всім людям, що ж таке ВІЛ» і навчитися «Не дискримінувати людей, які живуть з ВІЛ та СНІДом». Щоб запобігти прогресуванню ВІЛ в більш небезпечну стадію (СНІД), Джонсон щодня приймав препарати. Незабаром, після того, як з'ясувалося, що він заражений, Джонсон став вживати спеціальні протиспідозні коктейлі — комбінації медичних препаратів, що запобігають прогресування ВІЛ-інфекції до термінальної стадії. У вересні 2002-о лікарі констатували, що у Джонсона відсутні будь-які симптоми СНІДу. Меджик говорив з цього приводу: «Медицина зробила свою справу. Я думаю, я теж зробив, що міг. І Господь зробив решту». Джонсон займався рекламою препаратів GLK, а також в партнерстві з Abbott Laboratories допомагав вести боротьбу зі СНІДом в афроамериканських спільнотах.

## Особисті досягнення
В 905 проведених іграх НБА Джонсон набрав 17 707 очок, зробив 6 559 підбирань та 10 141 результативну передачу. В середньому за гру це становить 19,5 очок, 7,2 підбираньня та 11,2 передач (останній показник є рекордним в історії НБА). Джонсон ділить перше місце за кількістю передач в одній грі Плей-офф (24), утримує рекорд за кількістю відданих передач в грі фінальної серії (21), а також лідирує за кількістю передач у Плей-офф (2 346). Крім того, він є рекордсменом за кількістю передач в одній грі матчу всіх зірок (22), а також лідирує за загальною сумою результативних передач у матчах всіх зірок (127). Саме Джонсон вперше почав використовувати швидкісний стиль гри, що привертає увагу публіки та прозваний «Шоутайм». Цей стиль включав в себе паси не дивлячись у швидких проривах, Аллей-упи зі свого боку майданчика, передачі в розвороті та кидки через потрійну опіку. Джонсон виділявся, граючи на позиції розігруючого захисника, при рості 2,06 м. З таким ростом спортсмени зазвичай грають на передній лінії. Він комбіновав у собі фізичні габарити, притаманні тажкої форварду, гру один-в-один, притаманну свінгменам, і контроль м'яча, властивий захиснику. Це поєднання навичок дозволяло Джонсону набирати велику кількість  очок, робити багато підборів і передач. За свою кар'єру Меджік зробив 138 трипл-даблів, поступаючись за цим показником лише Оскару Робертсону, який зробив 181 тріпл-дабл.
1996 року за свої заслуги Джонсон був включений до списку 50 найвидатніших гравців в історії НБА, а в 2002 — в баскетбольний Зал слави. ESPN SportsCentury поставив Меджіка на 17-е місце у своїй версії «50 найвидатніших спортсменів 20 століття». 2006 року ESPN.com назвав Джонсона найкращим розігруючим захисником в історії. У цій заяві говорилося, що «тільки один гравець може бути кращим, ніж Майкл Джордан. І його ім'я — Меджік Джонсон».

### Суперництво з Ларрі Бердом
Меджік Джонсон та Ларрі Берд вперше зустрілися як суперники у фіналі NCAA 1979 року, коли команда університету штату Мічиган, за яку грав Джонсон, переграла команду Ларрі — команду Індіанського університету. Їх суперництво продовжилося в НБА та досягло свого апогею, коли «Бостон» та «Лос-Анджелес» від 1984 до 1987 року тричі зустрічалися в фіналі. Джонсон стверджував, що для нього регулярний сезон складається з 80 звичайних ігор і 2 матчів «Селтікс» — «Лейкерс». Схожим чином висловлювався і Берд, кажучи, що вранці перш за все переглядав статистику гри Джонсона.
Журналісти припускали, що конкуренція між Джонсоном та Бердом була настільки зухвалою через те, що вони були абсолютно різні і жили в абсолютно різних умовах. Так, їх суперництво розглядалося як боротьба між «Селтікс» та «Лейкерс», між блискучим голлівудським життям («Шоутайм») та бостонським і індіанським побутом синіх комірців, між чорними та білими. Також дане протистояння було настільки привабливим, оскільки воно збільшило інтерес до НБА в національному масштабі. Саме багато в чому через це кабельне телебачення стало транслювати матчі НБА в повному обсязі. Разом з цією боротьбою двох майбутніх членів Залу Баскетбольної слави НБА придбала велику кількість нових фанатів. Журналіст Ларрі Шварц стверджував, що Джонсон і Берд попросту врятували НБА від банкрутства.
Незважаючи на їх суперництво на майданчику, Меджік та Ларрі стали близькими друзями. Це відбулося 1984 року після зйомок в рекламі кросівок Converse. 1992 року Джонсон був присутнім на церемонії прощання Берда з НБА. А після свого включення в Зал слави Меджик назвав Ларрі «другом на все життя».